# Rimski hram
Razvoj rimskog hrama počeo je miješanjem grčkih stilova (jonski i korintski) s elementima etrurskog hrama (visoki podij, duboko predvorje i široko svetište koje uključuje stupove peristila – tzv. pseudodipteros), npr. Portunov hram iz 1. st. pr. Kr. 
Nedugo nakon nastanka ovakvih hramova, nastali su i kružni hramovi na tradiciji starorimskih građevina i grčkih tolosa (Sibilin hram, rano 1. st. pr. Kr.). No rimski hramovi su se razlikovali od grčkih prije svega u dimenzijama i uporabi betona, zatim u visokom podiju koji su preuzeli od Etruščana i unutarnjoj koncepciji – dok su Grci hram pravili za doživljaj izvana, a unutrašnjost zanemarivali, Rimljani unutra grade niše i svetišta, a vanjštinu često pojednostavljuju običnim zidom ili polustupovima i polustubovima. Ovakvi hramovi nisu bili slučajni, niti kratka vijeka, označili su gradnju hramova u cijeloj Italiji i drugim carskim gradovima sve do 3. st. 
Masivnost građevina, kao karakteristika rimske umjetnosti, nije zaobišla ni hramove; tako imamo kompleks betonskog svetišta od mnogih rampi, stubišta, dvorišta i polukružnog svetišta s brojnim arkadama, nišama i svodovima (Svetište Fortune Primigenie u Palestrini, podnožju Apenina, sjeverno od Rima, rano 1. st. pr. Kr.). 
Grobna arhitektura, također specifična za Rim, rađena je u vidu oltara i manjih hramova (kao Ara Pacis, ali čak i jedna piramida u Rimu), a najznačajniji je Hadrijanov mauzolej (današnji Castel Sant'Angelo) za koji je nacrte uradio sam Hadrijan.
Najoriginalniji rimski hram je svakako Panteon u Rimu iz 2. stoljeća posvećen Panteonu rimskih bogova, a nastao je (po legendi) također po nacrtima cara Hadrijana. Ova građevina ima portik u obliku klasičnog rimskog hrama s osmerostrukom kolonadom korintskih stupova, a centralni dio je jedinstven kvadratni prostor prekriven najvećom kupolom antike. Izvana ravna i bez ukrasa, iznutra je iznimno ukrašena, prepuna arhitektonskih i kiparskih dekoracija. To je ujedno najbolje očuvani spomenik rimske arhitekture na svijetu.

## Poveznice
- Grčki hram
- Rimske građevine
- Umjetnost starog Rima
- Hram

## Vanjske poveznice
- Hadrianov hram u Rimu.  Arhivirana inačica izvorne stranice od 15. travnja 2010. (Wayback Machine) Quicktime VR
- Panteon u Rimu.  Arhivirana inačica izvorne stranice od 7. kolovoza 2008. (Wayback Machine) Quicktime VR
- Atlas arhitekture I